# Ignacy Żarczak
Ignacy Żarczak (ur. 8 lipca 1897 w Antoniewie, zm. 4 czerwca 1933 w Poznaniu) – kapral piechoty Wojska Polskiego, kawaler Orderu Virtuti Militari.

## Życiorys
Urodził się 8 lipca 1897 w rodzinie Michała i Magdaleny z domu Łakoma. Uczęszczał do szkoły powszechnej, a po jej ukończeniu rozpoczął pracę na stanowisku magazyniera. Po powołaniu do armii niemieckiej walczył w jej szeregach od 21 czerwca 1916 do 23 grudnia 1918 na frontach I wojny światowej. 
11 stycznia 1919 wstąpił do Wojsk Wielkopolskich w których otrzymał przydział do 1 pułku strzelców Wielkopolskich. W jego składzie walczył na frontach wojny polsko-bolszewickiej. Podczas walk pod Kobryniem, która rozegrała się 11 listopada 1920 był inicjatorem obejścia bagnami wojsk bolszewickich co poskutkowało ich okrążeniem. Za ten czyn odznaczony został Krzyżem Srebrnym Orderu Virtuti Militari. Po zakończeniu wojny pracował w Poznaniu jako starszy posterunkowy służby śledczej w Policji Państwowej. Zmarł w Poznaniu i tam został pochowany.
Jego żoną była Agnieszka Kocurek i mieli dwóch synów, Stefana oraz Józefa.

## Ordery i odznaczenia
- Krzyż Srebrny Orderu Virtuti Militari (nr 823)[1]